# Chomikomyszka ogoniasta
Chomikomyszka ogoniasta (Chaetodipus formosus) – gatunek ssaka podrodziny szczuroskoczników (Perognathinae) w obrębie rodziny karłomyszowatych (Heteromyidae) występujący w zachodniej Ameryce Północnej.

## Zasięg występowania
Chomikomyszka ogoniasta występuje w zachodniej Ameryce Północnej, zamieszkując w zależności od podgatunku:
- C. formosus formosus – zachodnie Stany Zjednoczone (południowo-zachodnie Utah i północno-zachodnia Arizona).
- C. formosus cinerascens – północno-zachodni Meksyk (wybrzeże Zatoce Kalifornijskiej w północnej Kalifornii Dolnej na południe do okolic El Mármol).
- C. formosus incolatus – zachodnie Stany Zjednoczone (wschodnia Nevada i zachodnie Utah).
- C. formosus infolatus – północno-zachodni Meksyk (wybrzeże Zatoce Kalifornijskiej w południowej Kalifornii Dolnej w pobliżu Santa Rosalía).
- C. formosus melanurus – zachodnie Stany Zjednoczone (północno-wschodnia Kalifornia i północno-zachodnia Nevada).
- C. formosus mesembrinus – południowo-zachodnie Stany Zjednoczone i północno-zachodni Meksyk (południowa Kalifornia i północno-wschodnia Kalifornia Dolna).
- C. formosus mohavensis – południowo-zachodnie Stany Zjednoczone (pustynia Mojave w południowej Nevadzie, południowo-zachodnie Utah, północno-zachodnia Arizona i południowa Kalifornia).

## Taksonomia
Gatunek po raz pierwszy naukowo opisał w 1889 roku amerykański zoolog Clinton Hart Merriam nadając mu nazwę Perognathus formosus. Holotyp pochodził z St. George, w hrabstwie Waszyngton, w Utah, Stanach Zjednoczonych.
W oparciu o szczegółowe sekwencjonowanie genów nDNA i mtDNA, C. formosus stanowi jeden z trzech „starożytnych” kladów szczuroskoczników. Autorzy Illustrated Checklist of the Mammals of the World rozpoznają siedem podgatunków.

### Etymologia
- Chaetodipus: gr. χαιτη khaitē „długie włosy”; rodzaj Dipus E.A.W. Zimmermann, 1780[15].
- formosus: łac. formosus „piękny”, od forma „piękno”[16].
- cinerascens: późnołac. cinerescens, cinerescentis „popielaty”, od cinerescere „obrócić się w popiół”, od łac. cinis, cineris „popiół”[16].
- incolatus: łac. incolatus „mieszkanie, rezydencja”, od incola „rezydent, miejscowy”, od incolere „mieszkać”[17].
- infolatus: łac. infolatus „bielony”[8].
- melanurus: gr. μελανουρος melanouros „z czarnym ogonem”, od μελας melas, μελανος melanos „czarny”; -ουρος -ouros „-ogonowy”, od ουρα oura „ogon”[16].
- mesembrinus: gr. μεσημβρινος mesēmbrinos „południowy”, od μεσημβρια mesēmbria „południe”[3].
- mohavensis: Mohave lub Mojave, Kalifornia, Stany Zjednoczone[16].

## Morfologia
Długość ciała (bez ogona) 79–86 mm, długość ogona 86–125 mm, długość ucha średnio 12 mm, długość tylnej stopy średnio 25 mm; masa ciała 17–25 g. Na końcu ogona znajduje się kępka dłuższej sierści.

## Ekologia
Występuje zazwyczaj na pustynnych, skalistych terenach, wśród krzewów. Spotykany na wysokościach od 85 do 1970 m n.p.m.
Prowadzą nocny tryb życia, mieszkają w wykopanych przez siebie norach. Agresywnie bronią półhektarowego terytorium. Żywią się głównie ziarnem, ale także owocami, liśćmi i bezkręgowcami. Wodę pobierają z pożywienia. Potrafią przenosić pokarm w workach policzkowych.
Chomikomyszki ogoniaste rozmnażają się zazwyczaj raz w roku, choć jeśli warunki są sprzyjające mogą mieć także drugi miot. Okres godowy trwa od kwietnia do czerwca. Samica po miesiącu ciąży rodzi 2-7 młodych (zazwyczaj 6). Młode osiągają dojrzałość płciową po 10-12 miesiącach. Najstarszy znany osobnik dożył 5 lat.

## Zagrożenia
Na chomikomyszki ogoniaste polują sowy, węże i drapieżne ssaki, np. lis płowy. Są także nosicielami trzech gatunków pcheł, trzech gatunków kleszczy i 10 gatunków roztoczy.